# Cyrtarachne sundari
Cyrtarachne sundari är en spindelart som beskrevs av Benoy Krishna Tikader 1963. Cyrtarachne sundari ingår i släktet Cyrtarachne och familjen hjulspindlar. Inga underarter finns listade i Catalogue of Life.